# 천연 자원

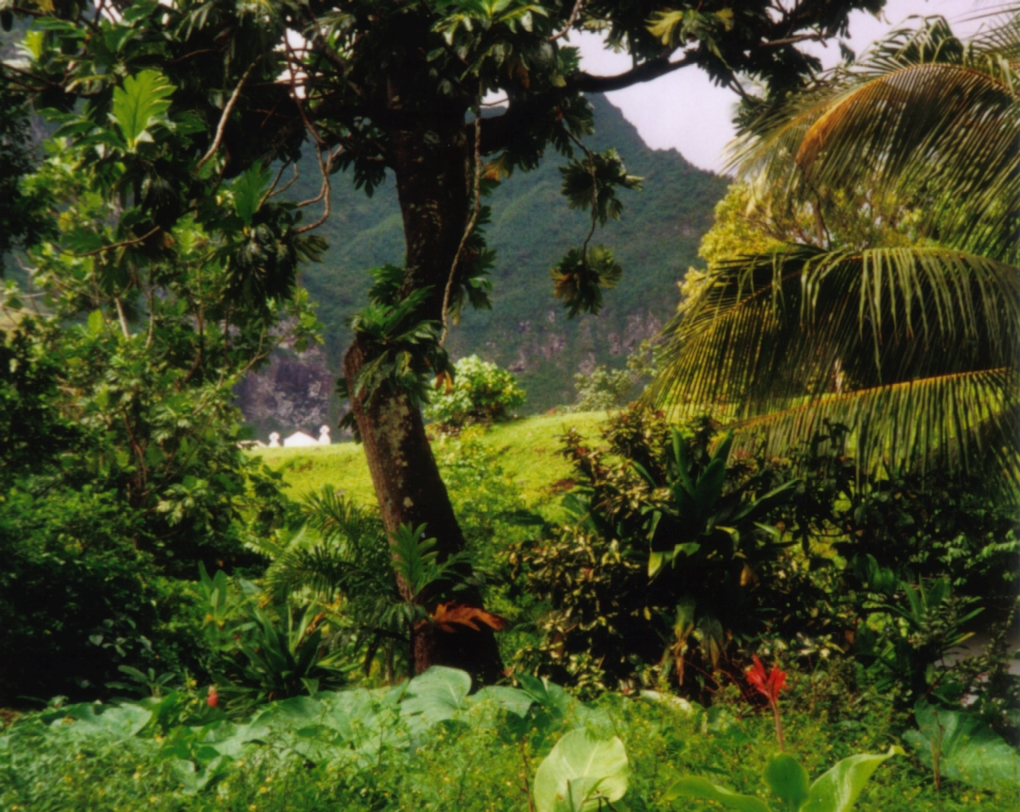
마르키즈 제도의 우림.

천연 자원(天然資源, 영어: natural resources)은 상대적으로 인류의 영향을 받지 않은 자연 형태의 환경에서 일어난다. 천연 자원은 다양한 생태계에 존재하는 생물다양성과 지질다양성의 양으로 특징을 짓기도 한다.

## 추출
천연 자원의 추출은 자연으로부터 자원을 거두어 쓰는 활동을 수반한다. 이는 산업 이전의 사회의 전통적인 이용에서부터 글로벌 산업에 이르기까지 범위가 다양하다. 농업과 더불어 자원 추출 산업은 경제의 1차 산업의 토대이다. 자원을 추출하면 원재료가 만들어지고 이것이 부가가치로 가공된다. 자원 추출 산업에는 이를테면 사냥, 광업, 석유 채굴, 임업 등이 있다. 천연 자원은 한 나라의 부에 실질적 도움을 줄 수 있으나 자원 붐으로 인하여 화폐가 갑작스런 유입되는 경우 다른 산업에 위해를 주는 인플레이션을 포함한 사회적 문제를 일으킬 수 있으며(네덜란드 병) 이는 경제 성장이 둔화는 자원의 저주로 이어질 수 있다.

## 함량
천연자원은 석유, 석탄, 천연가스 등이 있는데 석유는 자동차 등의 연료로 쓴다. 약 40년 뒤에는 모두 고갈된다. 석탄은 옛날에 많이 사용했으며 아직은 많이 남아 있고, 천연가스 등이 가장 많이 남아 있다.

## 쓰임새
석유는 자동차, 공장, 화력 에너지 발전소에서 많이 쓰고 석탄은 석유때문에 많이 쓰임새가 줄었지만, 아직 난방에 쓴다. 천연가스는 아직 많이 실용화 되지 않았지만, 버스에 쓴다.

## 장단점
- 광물 장점 단점
- 석유 실용화 공해
- 석탄 실용화 공해
- 천연가스 공해 실용화

## 같이 보기
- 자연 환경
- 자원
- 인적 자원
- 관광 자원(tourism resources)
  - 문화 관광(영어판)

## 참조
1. ↑  http://www.statcan.gc.ca/pub/16-002-x/2007003/10454-eng.htm